# Polly Maria Höfler
Polly Maria Höfler (* 30. April 1907 in Metz; † 17. Februar 1952 in Frankfurt am Main) ist Autorin des 1937 geschriebenen pazifistischen Bestsellers André und Ursula, welcher ein Beitrag zur deutsch-französischen Verständigung sein sollte. Mit bürgerlichem Namen hieß sie Paulina Sophie Höfler.

## Biographie
Ihre Kindheit, über die wenig bekannt ist, verbrachte sie in Metz, das als Teil Elsass-Lothringens nach dem Ersten Weltkrieg Frankreich zugesprochen wurde. Im Zuge der Ausweisung der deutschen Staatsbürger nach Deutschland musste auch ihre Familie im Juni 1919 die Heimat verlassen. Gemeinsam ließen sie sich in Frankfurt am Main nieder, wo Höfler eine kaufmännische Lehre begann. Ihre Leidenschaft galt jedoch dem Schreiben. Mit der Arbeit ihres ersten fertiggestellten Romans hatte sie 1932 begonnen, nachdem sie ihrer Geburtsstadt Metz das erste Mal nach der Ausweisung einen Besuch abgestattet hatte:
„Diese kurzen Tage sollten zum Wendepunkt meines Lebens werden. Ich wußte plötzlich, daß ich den Roman der aus Lothringen vertriebenen Deutschen schreiben mußte, um ihnen, die ihre Treue zu Deutschland mit dem Verlust der Heimat besiegelt hatten, ein Denkmal zu setzen.“
Zur Veröffentlichung dieses Romans (Der Weg in die Heimat), der eigentlich nur für ihren engsten Freundeskreis gedacht war, kam es erst nach der Machtergreifung Hitlers.

### Zeit des Nationalsozialismus
Bevor der Roman Der Weg in die Heimat letztendlich 1935 im Zentralverlag der NSDAP erschien, hatte Höfler eigenen Angaben zufolge bereits einige Rundfunkauftritte gehabt. Wie die Autorin muss sich auch die Protagonistin nach der Vertreibung aus ihrer Heimat Metz eine neue Existenz aufbauen. Zwar sei der Roman, so Clausing-Schweers (2015), auf den ersten Blick nicht als klassischer Propagandaroman zu identifizieren, doch ihm liege eine „manipulative Erzähltechnik, die erst auf den letzten Seiten in unverblümte Propaganda umschwenkt“ zugrunde:
„Mit den Erfahrungen der Protagonistin durchläuft auch der Leser eine Katharsis, die ihn am Ende des Romans seiner eigentlichen Bestimmung zuführt: dem Nationalsozialismus. […] Der Weg in die Heimat ist weniger plakativ und dadurch geeignet, ein bürgerliches, nicht fanatisiertes Publikum anzusprechen, indem es mit Hilfe des Erfahrungsberichts eines braven deutschen Mädels über die ,wahren’ politischen und gesellschaftlichen Hintergründe ‚aufklärt‘.“
Im Erscheinungsjahr ihres ersten Buchs wurde Höfler in die Reichsschrifttumskammer aufgenommen und widmete sich anschließend als freie Schriftstellerin neuen Romanprojekten. Ausgehend von einem längeren Studienaufenthalt in Frankreich in den folgenden zwei Jahren entstand der Roman André und Ursula (1937), mit dem sie ihren größten schriftstellerischen Erfolg hatte. Der im Frundsberg-Verlag erschienene Roman verschaffte ihr den gewünschten Durchbruch und ist der Grund dafür, dass sie von Schneider (2004) als erfolgreichste Liebesromanautorin des „Dritten Reichs“ eingestuft wird. Bis Kriegsende wurden etwa 400.000 Exemplare abgesetzt.
In dem Roman, der in der Zwischenkriegszeit spielt, verleiht Höfler ihrem Wunsch nach einer Aussöhnung zwischen Deutschen und Franzosen Ausdruck. Dabei beruft sie sich auf Elemente der völkischen Ideologie, indem sie ihre aus Frankfurt stammende Protagonistin eine ungeheure Volkszugehörigkeit zum deutschen Volk verspüren und sie voller Überzeugung hinter Hitler und seinem angeblichen Friedenswillen stehen lässt. Die propagandistische Funktion des Romans liegt folglich darin, „einerseits für das Regime zu werben und andererseits die Furcht des Lesers vor einem neuen Krieg zu besänftigen.“ Die Frontsoldaten des Ersten Weltkriegs werden in André und Ursula verklärt und heroisiert und auch die Sprache des Textes ist von Militärmetaphorik geprägt, sodass die „vermeintliche Kriegsverdammnis- und Friedens-Botschaft des Höfler-Romans […] in Wahrheit aber wohl eher als propagandistische Phrase“ zu verstehen ist. Trotz des Erfolgs ihres Romans bat Höfler die Schillerstiftung weiterhin um finanzielle Unterstützung, die ihr auch gewährt wurde.

Anlässlich der Besetzung ihrer Heimatstadt Metz durch deutsche Truppen im Jahr 1940 verfasste sie einen Beitrag („Heilig Herz Lothringen“) für die Zeitschrift Die Westmark, in dem sie sagt:
„So lange Deutschland lebt, wird die deutsche Seele unserer Heimat Lothringen fortleben, in unserer Liebe, unserem Blute, unserem Denken und Handeln. Dieses Land ist heilig. Es ist deutsches Land, und deutsch sind wir. So wirst du ewig sein, deutsche Heimat an der Mosel.“
Im Februar 1941 zog sie mit ihrer Mutter und den beiden Schwestern zurück nach Metz. Ihr Vater war zuvor im April gestorben. Ebenfalls im Jahr 1940 erschien Höflers einzige Kurzgeschichte Der Mann, der den Karren schob in der Anthologie Die neue Auslese. Stimmen unserer Dichter.
Infolge des Einzugs der Alliierten in die Normandie musste Höfler im September 1944 erneut ihre Heimat verlassen. Sie zog zunächst nach Marktschorgast (Bayern), nach Kriegsende dann wieder nach Frankfurt.

### Nach dem Zweiten Weltkrieg
Im Zuge des Entnazifizierungsverfahrens vermerkte Höfler im April 1946 im sogenannten Meldebogen, dass sie abgesehen von der RSK keiner nationalsozialistischen Organisation angehört und keine Zuwendungen vom Regime erhalten habe, womit sie die Zahlungen der Schillerstiftung/RSK verschwieg. Höfler bestritt „jede politische oder moralische Mitverantwortung für das NS-Regime, aber auch jede Nutznießerschaft.“ Ein Spruchkammerverfahren wurde nicht eingeleitet.

1948 veröffentlichte sie eine Neuauflage ihres Erfolgsromans André und Ursula, der nun keine völkischen und nationalsozialistischen Ideologeme mehr enthielt und durch ein dreiseitiges Vorwort erweitert worden war. Auch die Neuausgabe war ein großer Erfolg. In dem Vorwort
„distanziert sie sich von gewissen Passagen der Vorkriegsausgabe des Textes, bagatellisiert sie zugleich und spricht sich damit selbst von jeder Verantwortung frei, sieht sich vielmehr als verführtes unschuldiges Opfer, das den wahren Charakter des Regimes nicht habe erkennen können.“
Höfler starb am 17. Februar 1952 in einem Frankfurter Krankenhaus. Die Sterbeurkunde führt Kachexie, schwerste Unterernährung und Herz- und Kreislaufschwäche als Todesursache an.

### Nach ihrem Tod
1952 erschien im Amandus-Verlag Höflers dritter Roman Das dreifache Leben, den sie wahrscheinlich Ende der 1940er Jahre verfasst hatte. 1955 wurde die Neuauflage von André und Ursula von Werner Jacobs verfilmt.

## Werke
- Der Weg in die Heimat. Franz-Eher-Verlag, 1935.
- André und Ursula. Frundsberg Verlag, 1937.
- Der Mann, der den Karren schob. Büchergilde Gutenberg, 1941.
- Das dreifache Leben. Amandus Verlag, 1952.